# Husky Pass
Husky Pass är ett bergspass i Antarktis. Det ligger i Östantarktis. Nya Zeeland gör anspråk på området. Husky Pass ligger 1 692 meter över havet.
Terrängen runt Husky Pass är huvudsakligen kuperad, men den allra närmaste omgivningen är platt.  Trakten är obefolkad. Det finns inga samhällen i närheten. 